# Tempestade solar de 1859

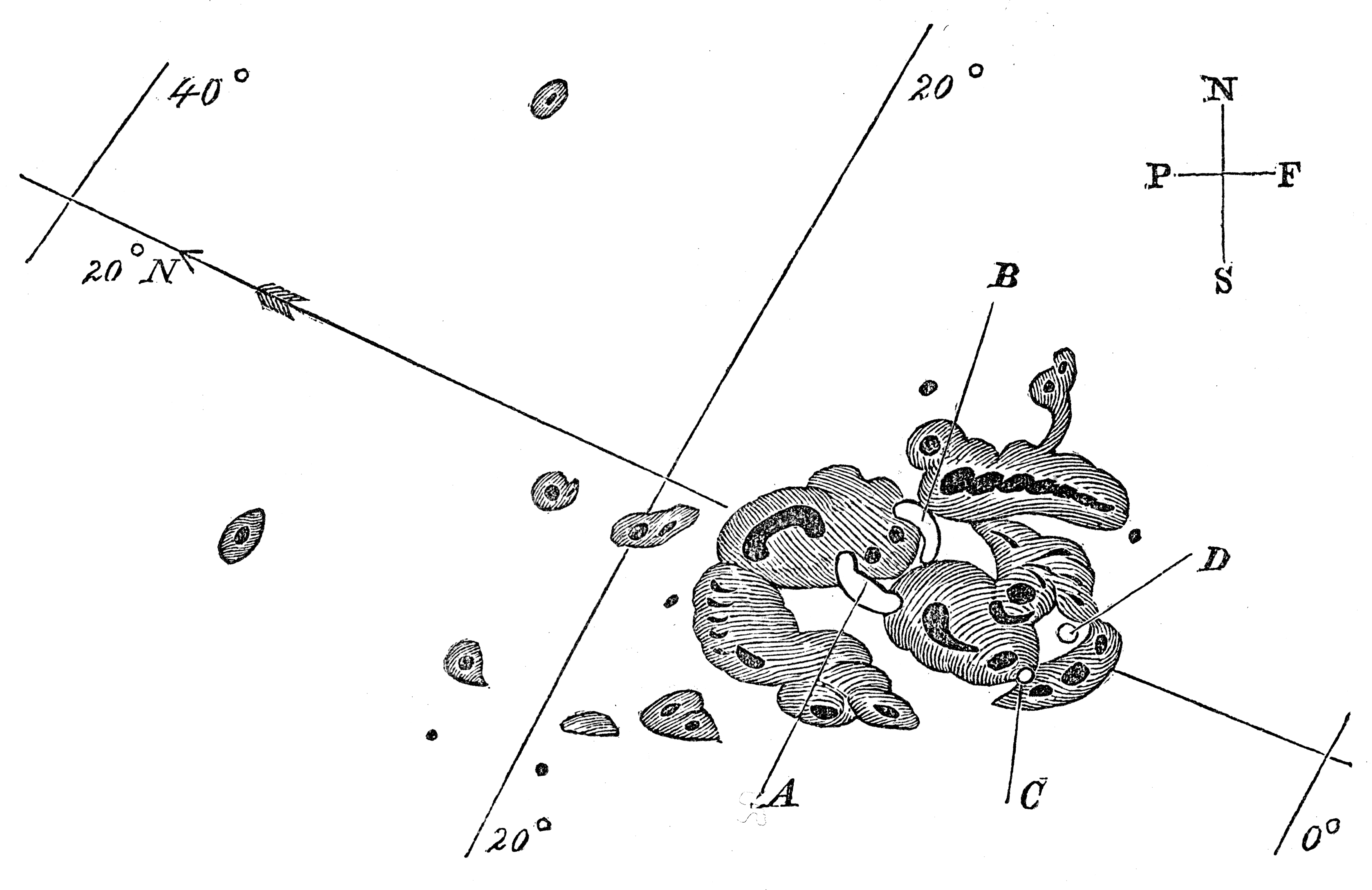
Manchas solares em 1 de setembro de 1859, conforme representadas por Richard Christopher Carrington. "A" e "B" marcam as posições iniciais de um evento intensamente brilhante, que se moveu em 5 minutos para "C" e "D" antes de desaparecer.

A tempestade solar de 1859, também conhecida como Evento Carrington, foi uma poderosa tempestade solar geomagnética ocorrida em 1859 durante o auge do ciclo solar. A ejeção de massa coronal solar, atingiu a magnetosfera da Terra e induziu uma das maiores tempestades geomagnéticas já registradas. Um feixe de luz branca na fotosfera solar foi observado e registrado pelos astrônomos ingleses Richard C. Carrington e Richard Hodgson.
Estudos têm demonstrado que se uma tempestade solar desta magnitude acontecesse hoje provavelmente causaria grandes e generalizados problemas para a civilização humana moderna, que é muito dependente de energia elétrica. Estima-se que existe uma probabilidade de 12% de um evento semelhante ao de 1859 ocorrer entre os anos de 2012 e 2022. A tempestade solar de 2012 teve uma magnitude similar, mas passou pela órbita da Terra sem acertar o planeta.

## Erupção solar Carrington

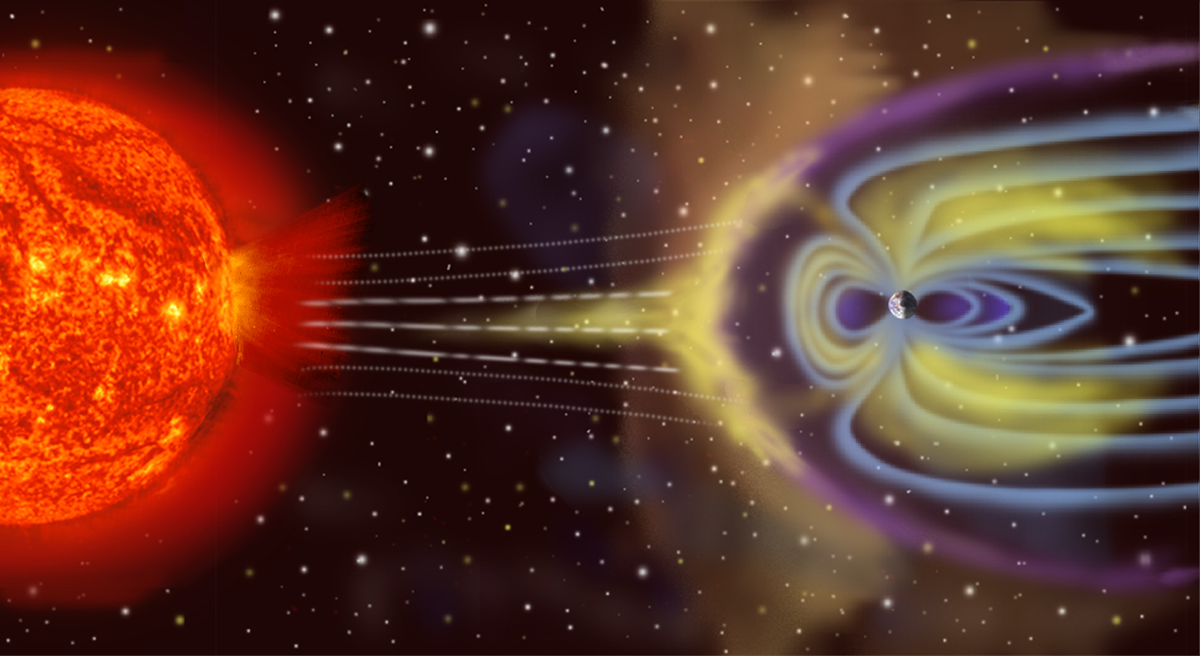
Efeito do vento solar na magnetosfera da Terra.

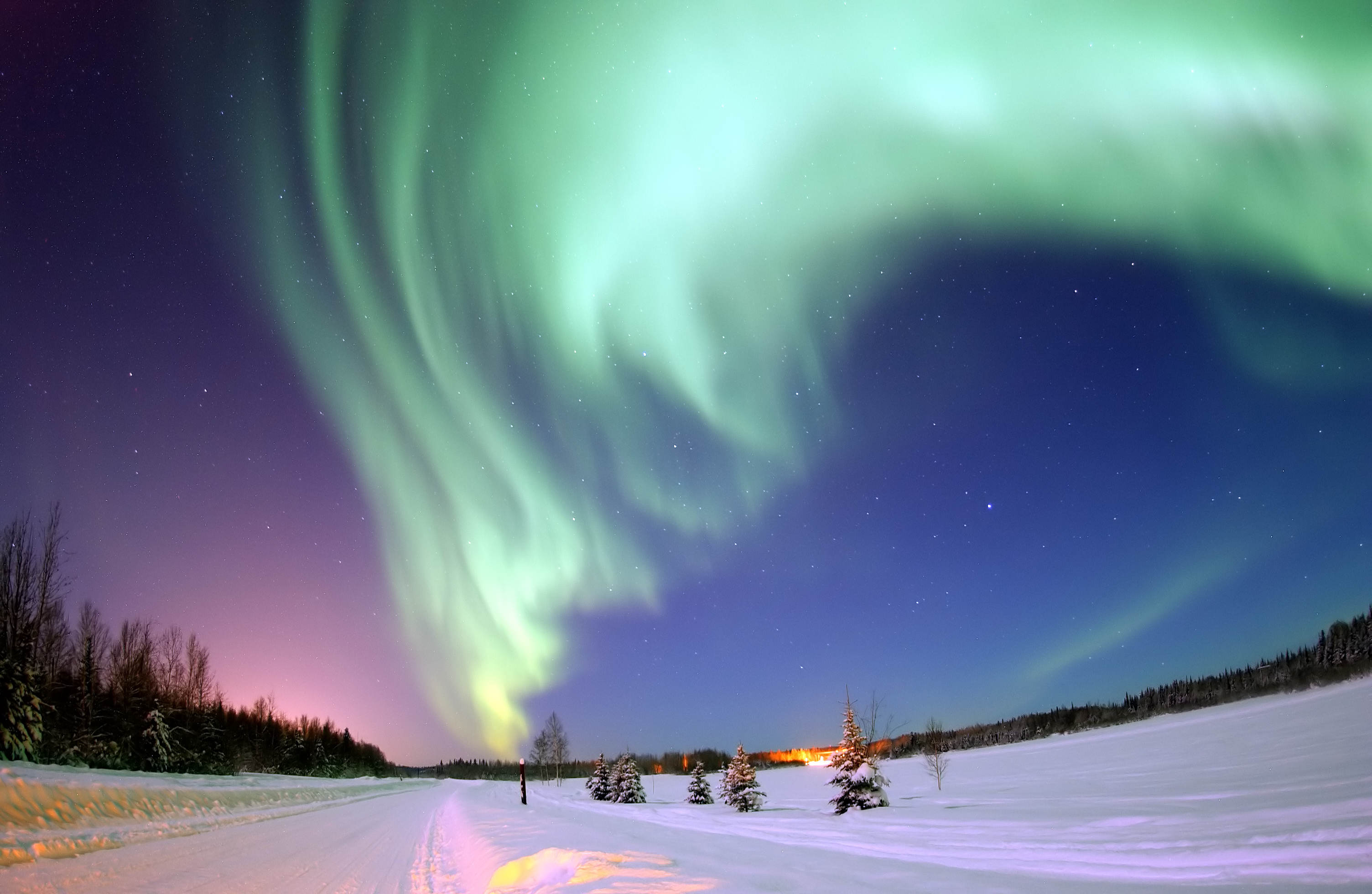
Auroras polares, como as da imagem, puderam ser vistas em Cuba e no Havaí durante o Evento Carrington.

De 28 de agosto a 2 de setembro de 1859, várias manchas foram observadas no Sol. Em 29 de agosto, auroras polares foram observadas em Queensland, na Austrália. Pouco antes do meio-dia de 1 de setembro, os astrônomos amadores ingleses Richard Christopher Carrington e Richard Hodgson fizeram, de forma independente, as primeiras observações de uma erupção solar. O evento foi associado com uma grande ejeção de massa coronal (EMC), que viajou diretamente para a Terra e completou a viagem de 93 mil milhas em 17,6 horas. Acredita-se que a velocidade relativamente alta desta EMC (EMCs típicas levam vários dias para chegar à Terra) foi possível graças a uma EMC anterior, talvez a causa da grande aurora relatada em 29 de agosto, que "abriu o caminho" do ambiente de vento solar e plasma para o evento Carrington.
Entre 1 e 2 de setembro de 1859, uma das maiores tempestades geomagnéticas já registradas ocorreu. Auroras polares foram vistas em todo o mundo, do hemisfério norte até o Caribe; aquelas sobre as Montanhas Rochosas eram tão brilhantes que seu brilho acordou garimpeiros, que começaram a preparar o café da manhã, porque achavam que era de manhã. As pessoas que foram acordadas pelo evento no Nordeste dos Estados Unidos conseguiam ler um jornal apenas com a luz da aurora. As auroras eram visíveis tanto nos polos quanto em lugares como Cuba e Havaí.
Sistemas de telégrafo em toda a Europa e América do Norte entraram em pane e, em alguns casos, telegrafistas receberam choques elétricos. Alguns postes telegráficos também ficaram com faíscas. Alguns sistemas telegráficos continuaram a enviar e receber mensagens, apesar de ter sido desligado de suas fontes de alimentação.
No sábado, dia 3 setembro de 1859, o jornal Baltimore American and Commercial Advertise relatou: "Aqueles que estavam fora na noite de quinta-feira e tiveram a oportunidade de testemunhar uma outra magnífica exibição das luzes de aurora. O fenômeno foi muito semelhante ao de domingo noite, embora, por vezes, a luz fosse, se possível, ainda mais brilhante e os prismáticos tons mais variados e lindos. A luz cobria todo o firmamento, aparentemente como uma nuvem luminosa, através da qual as estrelas da magnitude maior indistintamente brilhavam. A luz era maior do que a da Lua no seu auge, mas tinha uma suavidade indescritível e uma delicadeza que parecia envolvê-la em que ele tocava. Entre meia-noite e uma da manhã, quando as auroras estavam em seu brilho total, as ruas tranquilas da cidade sob esta luz estranha apresentavam uma aparência bonita, além de singular".
Em junho de 2013, um grupo de pesquisadores do Lloyd's of London e do Atmospheric and Environmental Research (AER) dos Estados Unidos, usaram dados do Evento Carrington e estimaram o custo atual de um evento semelhante ao de 1859 entre 0,6-2,6 trilhões de dólares.

## Eventos similares

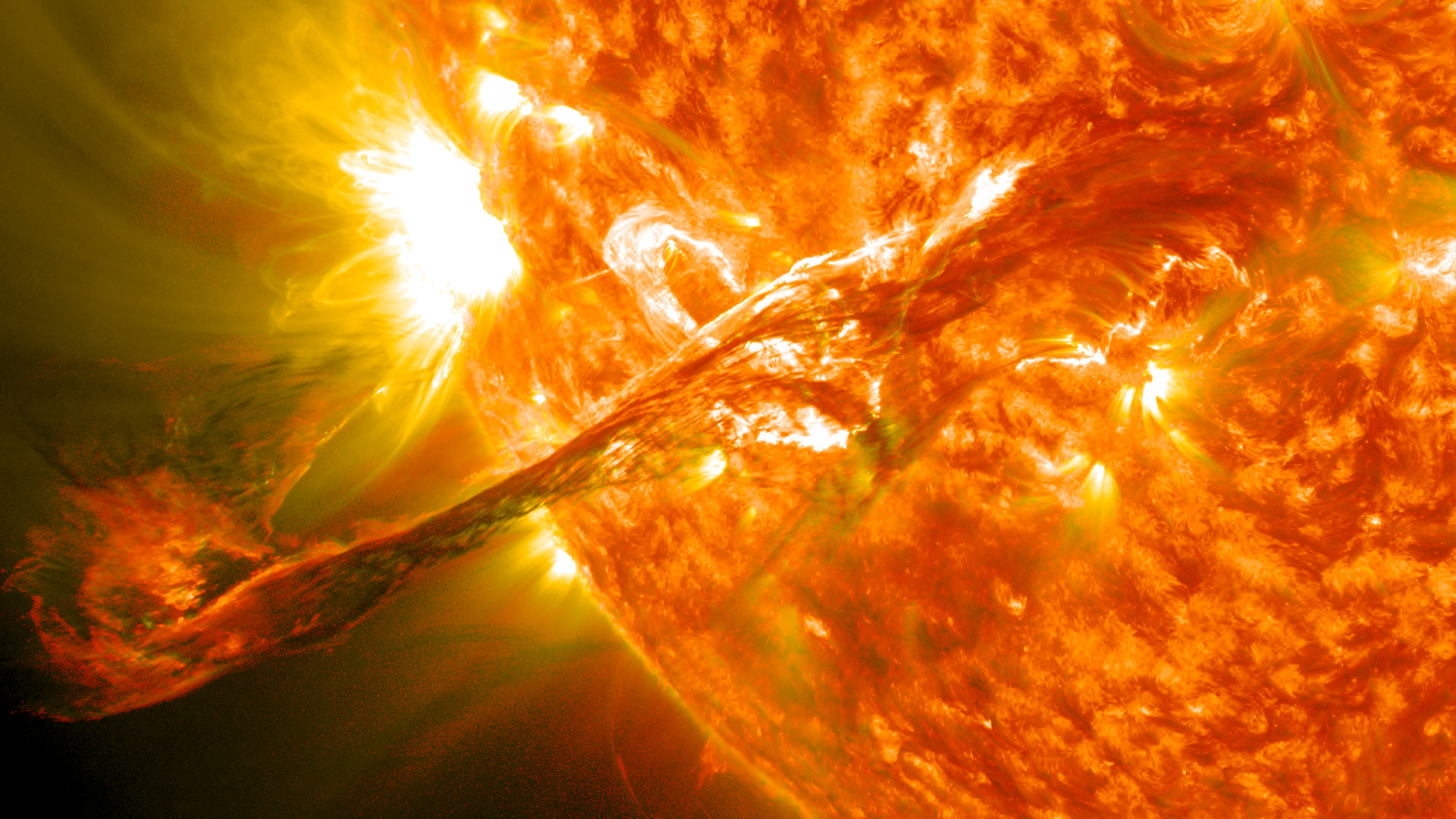
Em 31 de agosto de 2012 material que estava pairando a coroa solar entra em erupção em direção ao espaço e forma uma longa proeminência solar.

Núcleos de gelo que contêm camadas finas e ricas em nitrato foram analisados para reconstruir a história de tempestades solares. Os dados de núcleos de gelo da Groenlândia, reunidos por Kenneth G. McCracken e outros, mostram evidências de que eventos desta magnitude acontecem, em média, uma vez a cada 500 anos, sendo que eventos menos intensos podem ocorrer várias vezes por século. No entanto, estudos recentes mais especializados (McCracken et al. são cientistas espaciais) mostra que os picos de nitrato não são resultado de eventos de partículas energéticas solares, por isso o uso desta técnica ainda é controverso. Be10 e C14 são considerados indicadores mais confiáveis pela comunidade científica.
Eventos com raios cósmicos muito mais extremos podem ter origem fora do Sistema Solar e até mesmo fora da Via Láctea. Tempestades menos graves ocorreram em 1921 e 1960, quando foi relatado a interrupção de transmissões de rádio. A tempestade geomagnética de março de 1989 deixou grande partes de Quebec, no Canadá, sem abastecimento de energia elétrica. Em 23 de julho de 2012, uma tempestade solar do "nível Carrington" foi observada e, por apenas duas semanas de diferença, o trajeto do fenômeno errou a trajetória da órbita da Terra. Informações sobre as observações deste evento foram compartilhadas publicamente pela primeira vez pela NASA em 28 de abril de 2014.